# Мартин (фильм)
«Мартин» (англ. Martin) — американский фильм ужасов 1976 года режиссёра Джорджа Ромеро. Заглавная роль стала дебютной для Джона Эмпласа. Картина получила положительные отзывы критиков и считается одной из лучших работ Ромеро.

## Сюжет
Молодая женщина (Миддлтон) садится на поезд, следующий до Нью-Йорка. Ночью в её купе прокрадывается молодой человек (Эмплас); после недолгой борьбы он усыпляет женщину, вколов ей снотворное; затем, по всей видимости, он вступает с ней в сексуальный контакт, надрезает ей запястье бритвенным лезвием и пьёт её кровь. Хладнокровно сымитировав самоубийство женщины, юноша выходит из её купе и спокойно возвращается на своё место. Наутро он прибывает в Питтсбург, где на вокзале его встречает одетый в белое старик по имени Ку́да (Маазель).
Выясняется, что молодого человека зовут Мартин. По всеобщему мнению, он душевнобольной, однако Куда придерживается иного мнения: он искренне верит, что юноша приходится ему кузеном и что он 84-летний вампир. К Мартину он обращается исключительно как к «носферату», а его дом увешан связками чеснока и распятиями. Куда живёт с внучкой по имени Кристина (Форрест), которая крайне недовольна его суеверностью и пытается переубедить его; однако когда девушка спрашивает самого Мартина, сколько ему лет, тот серьёзно отвечает, что ему действительно восемьдесят четыре.
Мартин начинает работать в магазинчике Куды. Его посещают странные воспоминания (в фильме они показаны чёрно-белыми флэшбэками), в которых он видит себя вампиром. Куда рассказывает Кристине, что в их роду вампиризм передаётся по наследству, и некий таинственный патриарх решает, какая из ветвей семьи должна будет принять у себя больного (неизвестно, подлинная это история или же вымысел одержимого навязчивой идеей старика). Так или иначе, жажда крови Мартина, очевидно, имеет сексуальный подтекст. Он звонит в ночное ток-шоу, представляясь Графом, и пытается поделиться с диджеем своими переживаниями, говоря, что «слишком робок» и не может вступить в связь с женщиной «просто так, без крови». Диджей воспринимает еженощные звонки Мартина как удачный розыгрыш, привлекающий слушателей. Работая продавцом, молодой человек знакомится с миссис Сантини (Надо) — женщиной средних лет, страдающей приступами депрессии и тяжело переживающей супружеские измены мужа.
Вскоре Мартин в поисках «пищи» проникает в дом одной из горожанок и застаёт её с любовником. Он убивает обоих, пьёт их кровь и тщательно устраняет улики. Спустя некоторое время он, вновь охваченный жаждой крови, убивает двух бездомных, но сильно пачкает рубашку и брюки кровью; тогда он взламывает дверь в магазин одежды, чтобы скрыть следы преступления. Срабатывает сигнализация, и к магазину прибывает наряд полиции; спасаясь от стражей порядка, Мартин забегает в трущобы, где обретается банда наркоторговцев. Увидев друг друга, полицейские и наркоторговцы открывают стрельбу, в которой погибают все, кроме Мартина.
Кристина, утомлённая деспотизмом и суеверностью Куды, покидает Питтсбург вместе со своим приятелем Артуром (Савини). Мартин и миссис Сантини становятся любовниками; молодому человеку удаётся преодолеть робость, и он уходит, не причинив женщине вреда. Однако когда он возвращается к ней, то обнаруживает, что Сантини совершила самоубийство, перерезав себе вены. Убедив себя, что это всё равно рано или поздно случилось бы («мне вообще нельзя иметь друзей»), Мартин уходит.
Проснувшись утром, он видит стоящего рядом Куду с осиновым колом и киянкой в руках. Куда обвиняет Мартина в убийстве миссис Сантини и, не дав ему оправдаться, пронзает его сердце колом, а затем хоронит на заднем дворе. Во время финальных титров зритель слышит голоса радиослушателей, которые звонят в ночное ток-шоу и интересуются, что случилось с «Графом».

## В ролях
- Джон Эмплас — Мартин
- Линкольн Маазель — Куда
- Кристин Форрест — Кристина
- Элиан Надо — миссис Сантини
- Том Савини — Артур
- Джордж Ромеро — отец Говард
- Сара Винебл — домохозяйка
- Фран Миддлтон — женщина в поезде
- Роджер Кейн — Льюис
- Джей Клиффорд Форрест-младший — отец Зулимус
- Тони Буба, Паскуале Буба, Клейтон Маккиннон — наркоторговцы

## Отзывы критиков
Фильм получил практически единодушные одобрительные отзывы критиков и по состоянию на 2012 год имеет «свежий» рейтинг в 96 % на агрегаторе Rotten Tomatoes.
Журнал Variety в 1978 году, сразу после премьеры, писал: «Джордж Ромеро всё ещё скован рамками низких бюджетов, но чёрно-белые флэшбэки <…> необычайно выразительны, а сцены убийств определённо демонстрируют наличие чувства саспенса». Джонатан Розенбаум из Chicago Reader назвал фильм «наиболее искусной работой Ромеро», а основными его темами счёл «скуку городской жизни» и «гибель волшебства, которую вызывает эта обыденность».
Адам Смит, критик издания Empire, причислил «Мартина» к «классическим» фильмам, назвав его «умным, провокационным и глубоким», и заметил, что ужас в данном случае кроется скорее в обычных человеческих предрассудках и жестокости, нежели в сверхъестественном — нет даже однозначного ответа на вопрос, был ли главный герой вампиром или же и Мартин, и Куда — просто психопаты. Дерек Адамс из Time Out подчеркнул, что Ромеро тонко играет на противопоставлении мифа и реальности, сталкивая вымысел и безумие и сдабривая в целом серьёзный фильм изрядной порцией чёрного юмора.
Джеффри Андерсон с сайта Combustible Celluloid назвал картину «своего рода шедевром», «совершенно уникальной и необычной вампирской историей».

## Производство и релизы
Фильм снимался летом 1976 года в Брэддоке, пригороде Питтсбурга. Его бюджет составил всего 80 тыс. долларов, поэтому съёмки были в основном натурными, а многие роли исполнялись друзьями и родственниками Ромеро. Известно, что первоначальная версия картины длилась 2 часа 45 минут и была полностью снята на чёрно-белую плёнку; этот вариант фильма не сохранился.
Премьера в кинотеатрах США состоялась 7 июля 1978 года. Для европейского рынка была выпущена особая версия фильма под названием «Wampyr» с итальянским дубляжом, оригинальную музыку Дональда Рубинштейна в ней заменили композициями прогрессив-рок группы Goblin.

### Издания
- DVD с бонус-материалами — 2004, Lionsgate Films[6]
- DVD с бонус-материалами — 28 июня 2010, Arrow Video